# Carbenoide

La struttura di un carbenoide in (blu).

In chimica un carbenoide è un intermedio reattivo di struttura generale M-CR2-X (M = metallo, X = alogeno, sia esso cloro, bromo, iodio o fluoro, R = gruppo funzionale alchile o arile), cioè la presenza simultanea di un metallo e di almeno un gruppo elettron-attrattore, che condivide le caratteristiche di reazione con un carbene. La IUPAC li definisce entità complesse simili ai carbeni mostrando caratteristiche di reattività, direttamente o agendo come fonti di carbeni.

## Storia e proprietà
Il termine carbenoide è stato introdotto per la prima volta da Gerhard L. Closs e Robert A. Moss, entrambi del dipartimento di chimica dell'università di Chicago nel 1964, per descrivere i composti, “che mostrano reazioni qualitativamente simili a quelli dei carbeni senza essere necessariamente specie di carbonio bivalente libero.” I due chimici americani osservarono che essi presentavano un comportamento nucleofilo o elettrofilo in funzione delle condizioni di reazione in cui intervenivano.

### Carattere anfifilico

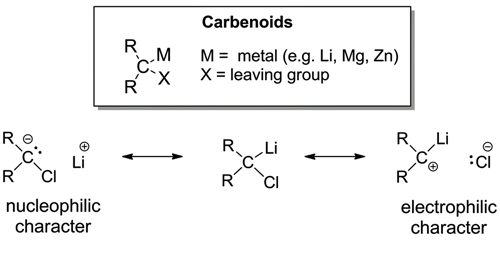
Carattere ambifilico di un carbenoide Li/Cl

In generale, si è scoperto che il carattere carbenoide si realizza nei sistemi con un atomo di carbonio metallizzato che porta inoltre un gruppo uscente X, di costituzione generale R2C(X)M (M = metallo s-blocco, Zn). Questa speciale costituzione determina il loro carattere ambifilico, che diventa evidente dalle loro strutture di risonanza. Storicamente, le ciclopropanazioni sono state una delle prime reazioni che hanno dimostrato questa ambifilia e la loro propensione a subire eliminazioni di sale.  Sono state scoperte ulteriori reattività che dimostrano questa elettrofilia, come reazioni di attivazione C–H (per lo più reazioni di decomposizione intramolecolare) o reazioni di riarrangiamento (ad esempio quello FBW). 
Per manifestare comportamento nucleofilico necessitano di temperature molto basse (- 78 °C) che, tuttavia purtroppo ne possono compromettere la reattività. Cambiare metallo è forse l’unico modo per modularne l’esistenza: ma, anche così, possono trasformarsi da nucleofili in elettrofili. E, nonostante possa in principio prevedersi il comportamento nucleofilo o elettrofilo in funzione del metallo, mai esso deve considerarsi un paradigma assoluto. L'elevata reattività e la labilità termica spesso osservate si sono rivelate il fattore limitante per molti studi e lo sviluppo di applicazioni sintetiche più ampie. Quindi, fino ad oggi la reattività più studiata rimane la ciclopropanazione delle olefine.
Solo l’esperimento in laboratorio illustra il risultato quando un carbenoide si installa su una molecola, attivandosi a cascata una serie di riarrangiamenti molecolari.

### Terminologia
Il termine carbenoide nella letteratura può riferirsi a due diversi tipi di specie, sebbene questo potrebbe non essere sempre appropriato. Un carbenoide secondo IUPAC è una specie simile al carbene complessata con un metallo che è o agisce come un carbene.
I due tipi di specie usati per questo termine compaiono comunemente nella reazione di Simmons-Smith o nel trasferimento di carbene mediato da metalli e da un diazocomposto. Un articolo redatto da ricercatori spagnoli descrive i complessi metallo-carbene generati da diazocomposti come carbeni di tipo Fischer, non carbenoidi. L'interazione di un diazocomposto con un centro metallico può portare a un carbenoide che è il precursore di un metallo-carbene. I carbenoidi hanno formula R’R’’C(M)X con un atomo di carbonio centrale tetrasostituito che porta un gruppo uscente X e un legame metallo-carbonio. Quando X se ne va, CR’R’’ viene eliminato e può essere trasferito su un altro substrato. Il team ha chiarito un po' la confusione che era evidente nella letteratura riguardo ai termini carbenoide e metallo-carbene.

## Esempi
Nella reazione di Simmons–Smith l'intermedio carbenoide è un complesso zinco/iodio che prende la forma
I-CH2-Zn-I
Questo complesso reagisce con un alchene per formare un ciclopropano proprio come farebbe un carbene.
Utilizza un radicale libero intermedio :CH2 che viene consegnato a entrambi i carboni dell'alchene contemporaneamente quindi la configurazione del doppio legame è conservata nel prodotto e la reazione è stereospecifica.
I carbenoidi appaiono come intermedi in tante reazioni. In un sistema viene preparato in situ un reagente carbenoide cloroalchillitio da un solfossido e da un t-BuLi che reagisce a estere boronico per dare un complesso ate. Il complesso ate subisce un riarrangiamento 1,2-metallate per dare il prodotto omologato, che viene poi ulteriormente ossidato ad alcol secondario.
L'enantiopurezza del solfossido chirale si conserva nel prodotto finale dopo ossidazione dell'estere boronico ad alcol indicando che un vero carbene non è mai stato coinvolto nella sequenza.